# Capanna

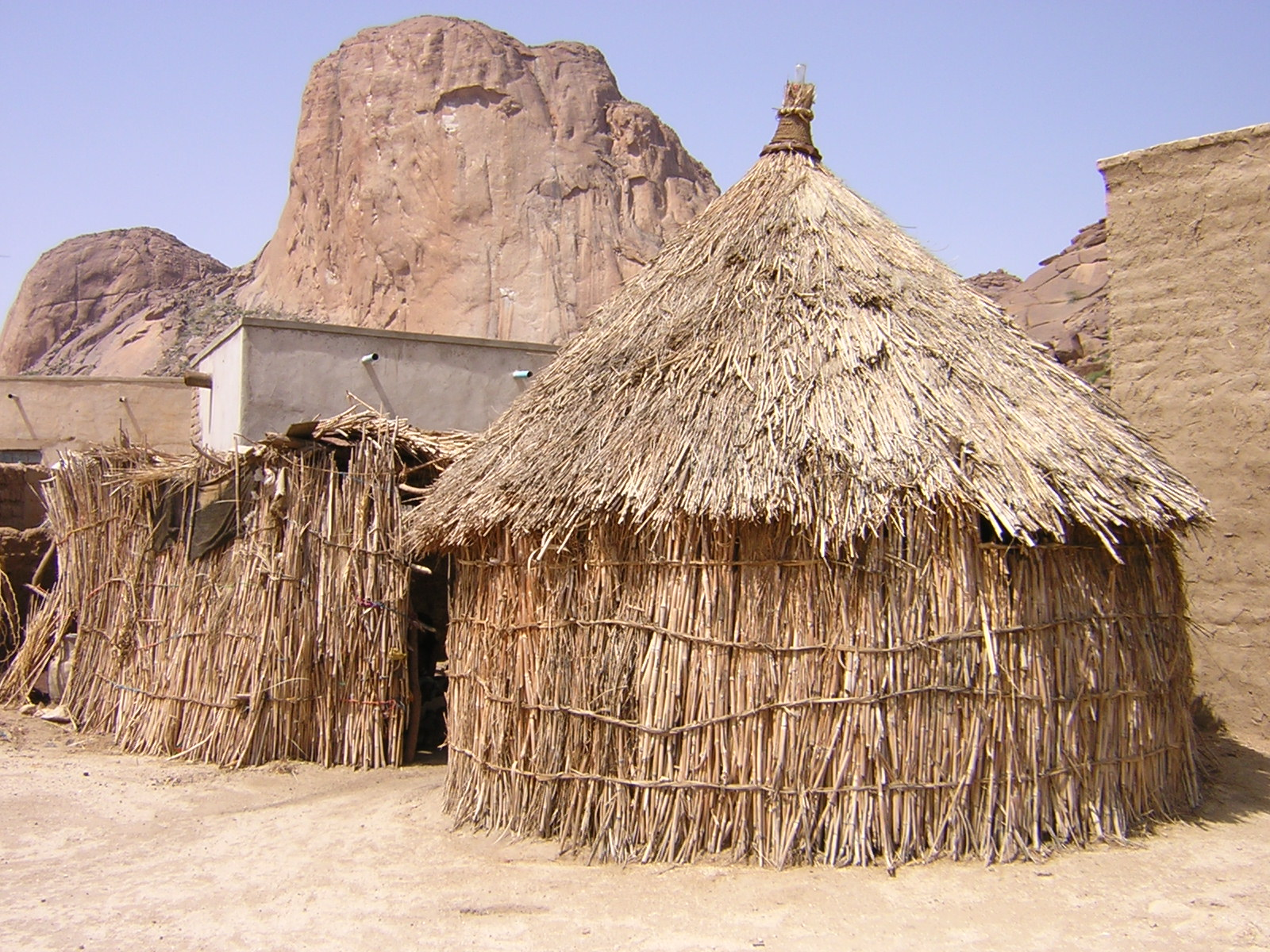
Capanne nei pressi di Cassala in Sudan

Una capanna è una costruzione edilizia di piccole dimensioni (in genere con un solo vano abitabile), caratterizzata dal fatto di essere priva di fondamenta e costruita con materiali deperibili come legno, fogliame, cuoio o tessuto. Solitamente è adibita all'abitazione umana, e costituisce un riparo relativamente semplice e poco dispendioso da costruire, nata come tipologia leggera ed economica delle popolazioni nomadi è stata poi usata anche da umani stanziali poveri. Può comunque essere utilizzata anche come magazzino per attrezzi o come ricovero per bestiame.

## Origine
Se già nel Paleolitico superiore sono rintracciabili resti di fondi di capanne, come quelle di Montebello, di Bertona e di Campo delle Piane, dal Neolitico sono giunte sino a noi villaggi di capanne, dalla pianta rotonda, ovale e quadrata. In Italia i villaggi fortificati di Matera e di Sentinello, Ripoli e Serra d'Alto. Le tecniche costruttive prevedevano la pietra per i muretti a secco, il legno per il tetto e le pareti, la paglia e le foglie per la copertura, lo sterco, il fango e le fibre vegetali come legante.

## Diffusione

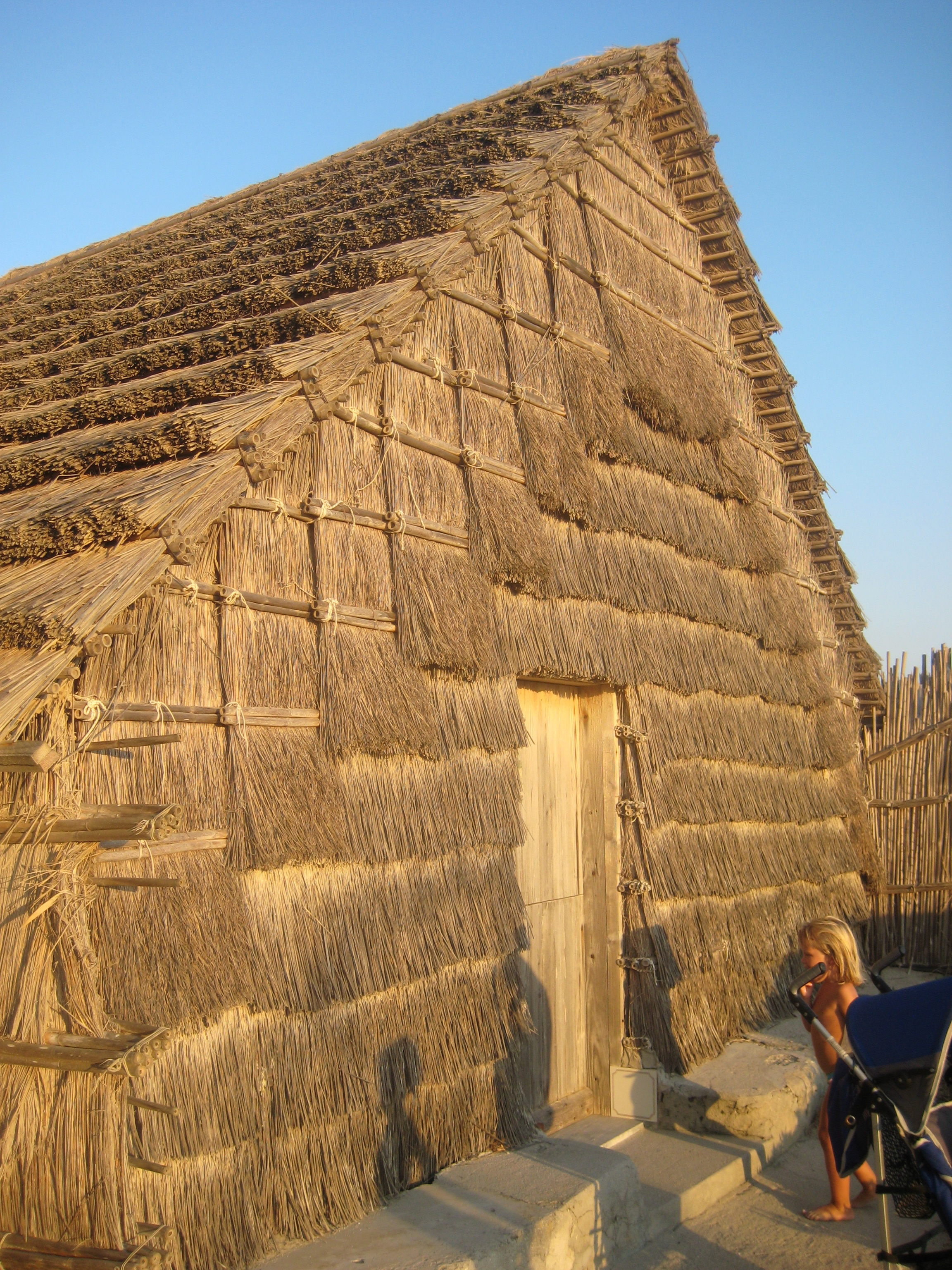
Tipica capanna in falasco nel Sinis, Sardegna

Le abitazioni che corrispondono alla definizione generale di capanna sono comuni in diversi luoghi del sud del mondo, in particolar modo nelle zone rurali. Non corrispondono alla nozione generale di "capanna", comunque, le abitazioni di fortuna realizzate con materiali di scarto dalla popolazione povera che vive ai margini delle città di paesi come il Sudafrica o il Brasile (le township e le favelas).
Un tipo particolare di capanna può essere la tenda, costituita da pelle, cuoio o in generale da tessuti, che possono essere rapidamente smantellati e trasportati, e tipica perciò di popoli nomadi. Ne sono un esempio i teepee dei nativi americani, ma anche le tende da campo utilizzate dagli eserciti antichi.
Fino a metà del secolo scorso, era uso in Sardegna realizzare capanne di canne per trascorrervi l'estate in riva al mare. Nella zona del Sinis, le capanne di falasco dei pescatori avevano dimensioni e sofisticatezza da essere considerate vere e proprie case.